# Inder Singh
Inder Singh (Phagwara, India británica; 23 de diciembre de 1943) es un exfutbolista y exentrenador de fútbol que jugaba en la posición de delantero.

## Carrera

### Club
| Periodo   | Club              |
| --------- | ----------------- |
| 1962–1974 | Leaders Jalandhar |
| 1974–1985 | JCT FC            |

### Selección nacional
Jugó para India de 1962 a 1975 con la que anotó nueve goles en 40 partidos, además de ser finalista y goleador de la Copa Asiática 1964. Formó parte del equipo participante en los Juegos Asiáticos de 1966 en Tailandia.

### Entrenador
Dirigió al JCT FC de 1985 a 2001, logrando el título nacional en 1997, cinco ligas estatales y más de 20 títulos de copa.

## Tras el retiro
Al dejar su cargo de entrenador pasó a ser Secretario Honorario de la Asociación de Fútbol de Punjab, puesto que ocupó de 2001 a 2011.

## Logros

### Selección nacional
- Copa Asiática

- : 1964

### Entrenador
- Liga Nacional (1): 1996–97[1]
- Liga de Punjab[2] (4): 1987, 1990–91, 1991, 1995[3]
- Federation Cup[4] (2): 1995, 1996[5]
- Copa Durand[6] (5): 1976,[7] 1983, 1987, 1992,[8] 1996[9]
- IFA Shield (1): 1996[10]
- Copa Rovers (1): 1997[11]

### Individual
- Mejor jugador de los All-India School Games en 1960 y 1961
- Goleador de la Copa Asiática 1964.[12][13]
- Goleador del Trofeo Santosh en 1974–75 (23 goles; Récord)[14]
- Premios Arjuna en 1969[15][16]
- Equipo de las Estrellas de la AFC en 1968[17]
- Delhi Sports Journalists Association en 1974[18]
- Premio Orgullo de Phagwara en 2003[18]